# Rockville (Missouri)
Rockville é uma cidade localizada no estado americano de Missouri, no Condado de Bates.

## Demografia
Segundo o censo americano de 2000, a sua população era de 162 habitantes.
Em 2006, foi estimada uma população de 168, um aumento de 6 (3.7%).

## Geografia
De acordo com o United States Census Bureau tem uma área de
0,8 km², dos quais 0,8 km² cobertos por terra e 0,0 km² cobertos por água.

## Localidades na vizinhança
O diagrama seguinte representa as localidades num raio de 24 km ao redor de Rockville.